# Keturah Orji
Keturah Orji (ur. 5 marca 1996 w Hoboken) – amerykańska lekkoatletka specjalizująca się w skoku w dal i trójskoku.
W 2013 zdobyła srebro w skoku w dal oraz brąz w trójskoku podczas mistrzostw świata juniorów młodszych w Doniecku. Czwarta zawodniczka konkursów trójskoku podczas halowych mistrzostw świata oraz igrzysk olimpijskich w 2016.
Medalistka mistrzostw USA oraz czempionatu NCAA.

## Osiągnięcia
| Rok  | Impreza                               | Miejsce        | Konkurencja | Lokata     | Wynik (m) |
| ---- | ------------------------------------- | -------------- | ----------- | ---------- | --------- |
| 2013 | Mistrzostwa świata juniorów młodszych | Donieck        | skok w dal  | 2. miejsce | 6,39      |
| 2013 | Mistrzostwa świata juniorów młodszych | Donieck        | trójskok    | 3. miejsce | 13,69     |
| 2014 | Mistrzostwa świata juniorów           | Eugene         | trójskok    | 9. miejsce | 13,29     |
| 2016 | Halowe mistrzostwa świata             | Portland       | trójskok    | 4. miejsce | 14,14     |
| 2016 | Igrzyska olimpijskie                  | Rio de Janeiro | trójskok    | 4. miejsce | 14,71     |
| 2018 | Halowe mistrzostwa świata             | Birmingham     | trójskok    | 5. miejsce | 14,31     |
| 2019 | Igrzyska panamerykańskie              | Lima           | skok w dal  | 2. miejsce | 6,66      |
| 2019 | Mistrzostwa świata                    | Doha           | trójskok    | 7. miejsce | 14,46     |
| 2021 | Igrzyska olimpijskie                  | Tokio          | trójskok    | 7. miejsce | 14,59     |
| 2022 | Halowe mistrzostwa świata             | Belgrad        | trójskok    | 7. miejsce | 14,42     |
| 2022 | Mistrzostwa świata                    | Eugene         | trójskok    | 6. miejsce | 14,49w    |
| 2022 | Mistrzostwa NACAC                     | Freeport       | trójskok    | 2. miejsce | 14,32     |
| 2023 | Mistrzostwa świata                    | Budapeszt      | trójskok    | 9. miejsce | 14,33     |
| 2024 | Halowe mistrzostwa świata             | Glasgow        | trójskok    | 4. miejsce | 14,36     |
| 2024 | Igrzyska olimpijskie                  | Paryż          | trójskok    | 9. miejsce | 14,05     |

## Rekordy życiowe
- Skok w dal (stadion) – 6,85 (2021)
- Skok w dal (hala) – 6,72 (2017)
- Trójskok (stadion) – 14,91 (2021)
- Trójskok (hala) – 14,60 (2020)